# Ебергард Кейль
Ебергард Кейль також Монсу Бернардо( італ. Monsù Bernardo; 1624, Ельсінор, Данія — 3 лютого 1687 Рим) — художник XVII століття, німецько-данського походження. Робив портрети, релігійні образа, картини побутового жанру.

## Етапи вивчення
У XX столітті продовжився процес глибокого дослідження мистецтва минулих епох, який почався в XIX столітті. Якщо мистецтвознавці XIX століття повернули славу Франса Галса, Яна Вермера,Ель Греко, то науковці XX століття перевідкрили велич і високі мистецькі якості скульптур Пінзеля чи барокових «художників реальності».
Мистецтвознавець з Італії Роберто Лонгі звернув увагу на групу майстрів доби бароко, що посіли особливе місце в мистецтві тої доби. Вони не дотримувались Величної манери і не були прихильниками караваджизму. Невеличкі запозичення з обох стилістичних напрямків лише підтвердили їх співіснування з караваджистами і майстрами офіційної Величної манери («maniera grande»). При цьому ці майстри не втрачали своєї індивідуальності, своєї несхожості на творців церковних і палацових фресок чи прихильників тенебросо караваджизму.
Роберто Лонгі і назвав їх «художники реальності». Один з наново відкритих майстрів і був Ебергард Кейль, якого в Італії прозивали Монсу  Бернардо. Архівні розшуки  надали можливість відтворити біографію призабутого майстра.

## Життєпис

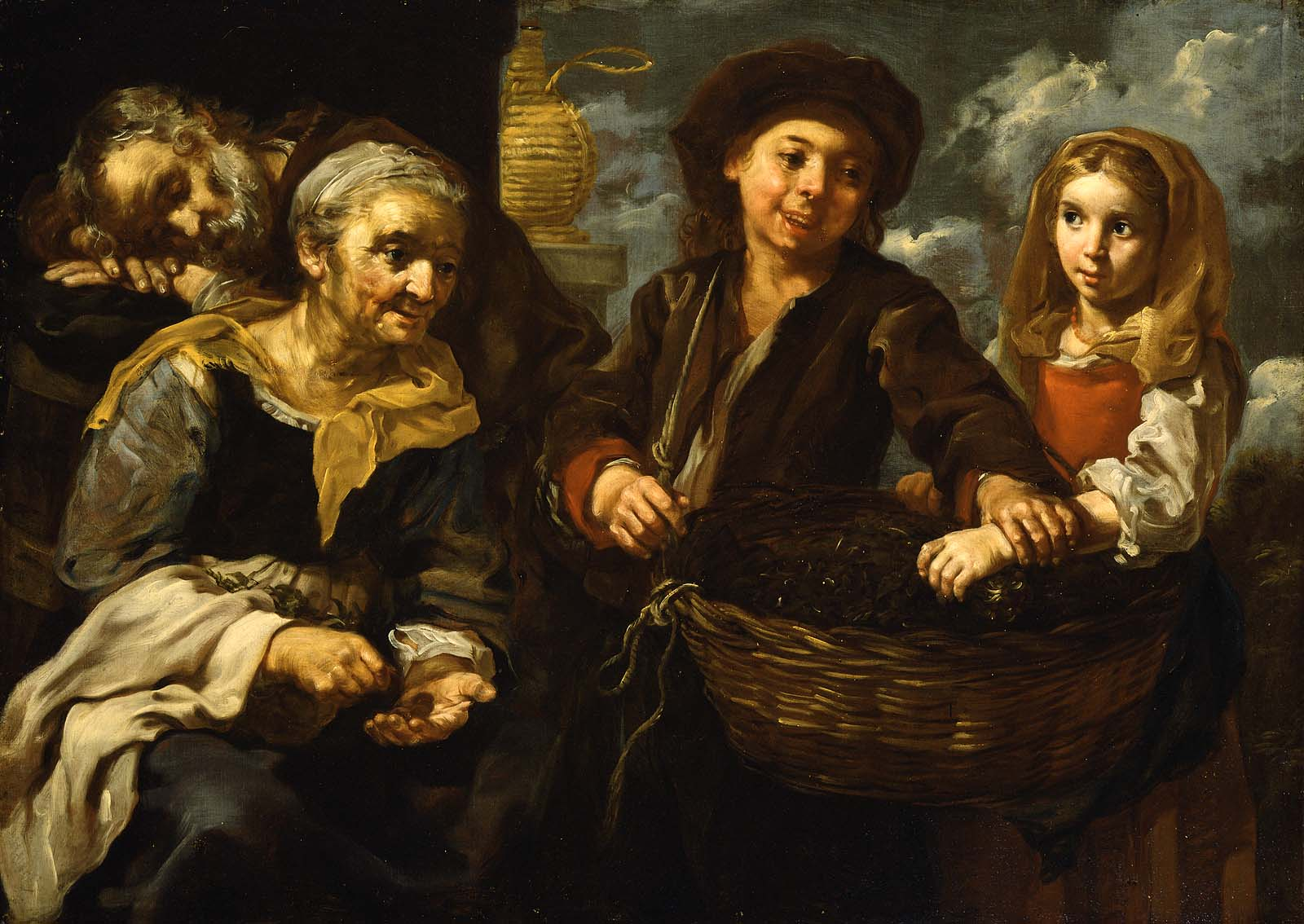
« Хлопець, що торгує виноградом», Бостонський музей образотворчих мистецтв

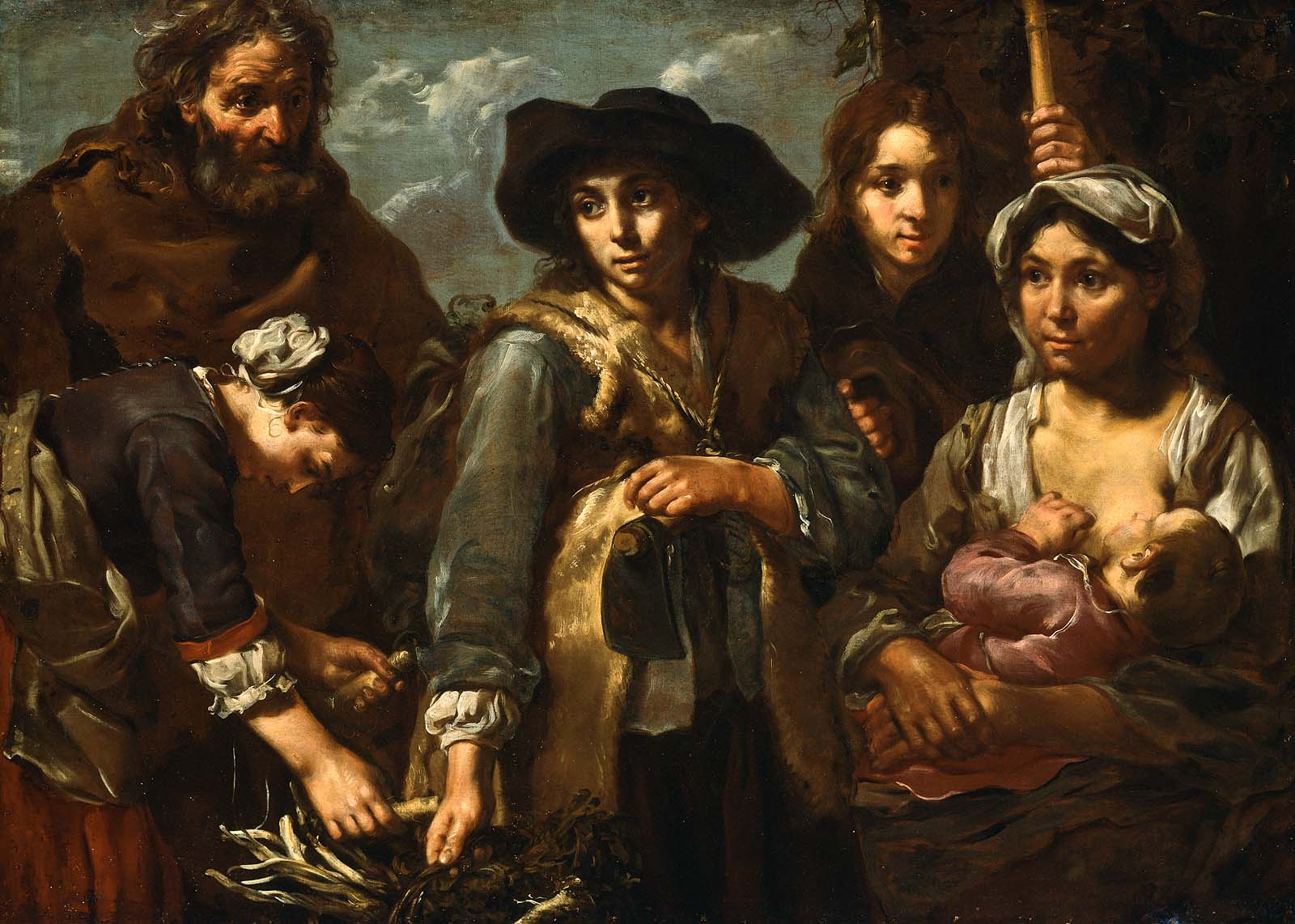
«Хлопець, що торгує хмизом », Бостонський музей образотворчих мистецтв

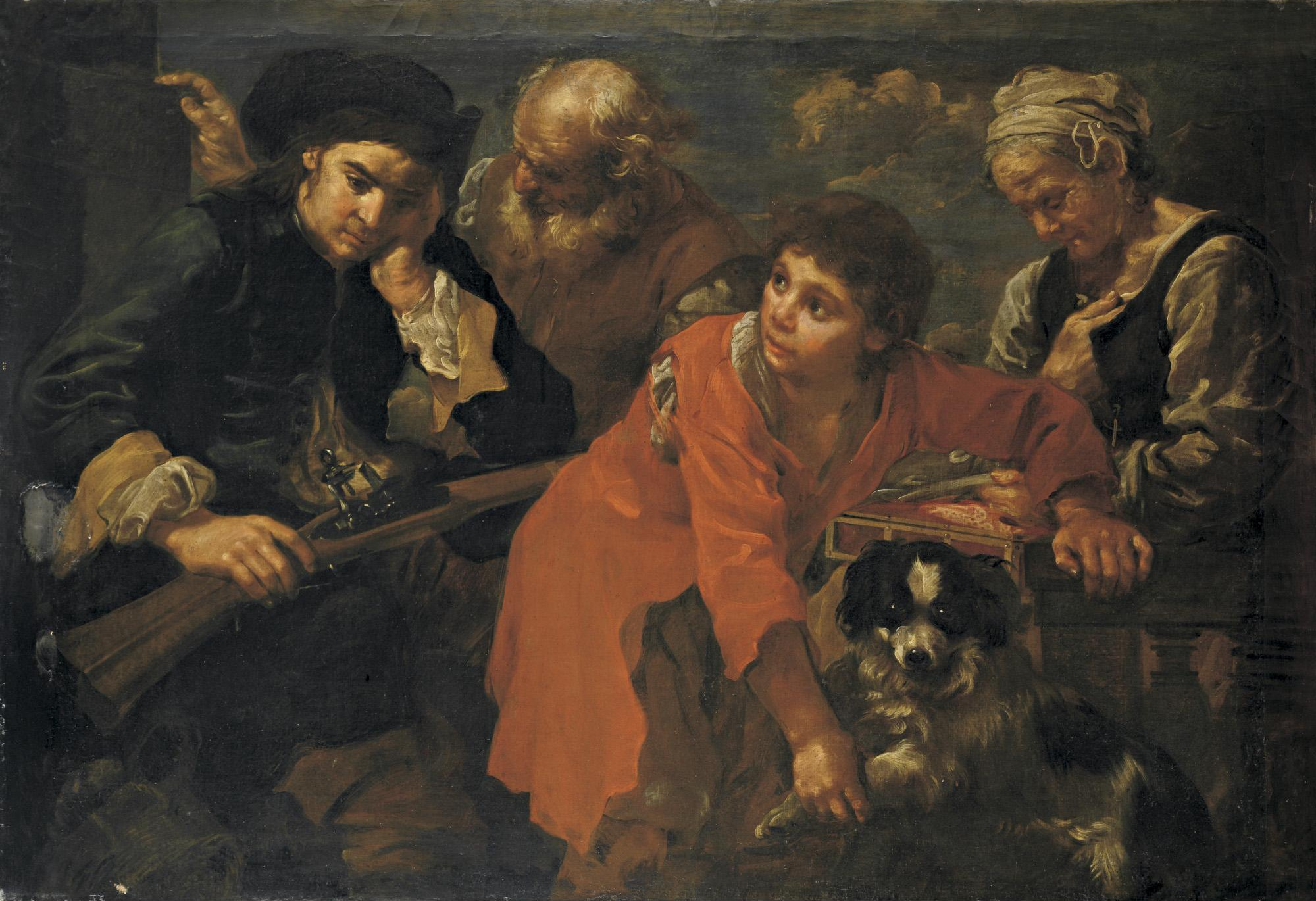
« Повернення з полювання», приватна збірка

Походить з родини німецького художника Гаспара Монсу ( Гаспар Монс ?) що оселився в Даньському королівстві і прислужився королю Кристиану IV.

## Навчання.
Перші художні навички отримав у батька. Далі перейшов у майстерню данського живописця  Маартена ван Стенвінкела (Steenwinckel). Юнаком перебрався у Голландію, де два роки (1642-1644) працював в майстерні Рембрандта. В цей період у Рембрандта також працювали  Карел Фабріціус,  Юріан Овенс,  Крістоф Паудіс. 
Був у молодого митця і період мандрів, коли він недовго працював в німецьких містах Франкфурті, Аугсбурзі, Майнці,Кельні.

## Італійський період
У 1651 році художник прибув на територію Венеціанської республіки. Мистецтво Північних районів Італії дещо відрізнялось від Римської художньої школи з її пануванням Величної манери, перевагою монументальних творів і релігійного та міфіологічного живопису. На Півночі Італії склалися постійні контакти з майстрами інших країн Європи, в самій Венеції працював земляк з Німеччини — Йоган Лісс. Навіть італійські майстри тут тяжіли до побутового жанру, до натюрморту, що вважались низькими жанрами в папському Римі. За свідоцтвами, Ебергард Кейль починав як портретист, художня манера якого була близька до творів Бернардо Строцці. Серед релігійних творів митця — замови від церкви кармелітів у Венеції та монастиря Св. Бартоломео в місті  Бергамо, що був тоді підвладним Венеції.
Ебергард Кейль не втримався в Венеції і перебрався у Рим у 1656 році. Відчувши спротив з боку католицького оточення, майстер прейшов в Італії з протестантизму у католицтво. Художня манера  Ебергарда Кейля (якого називали в Італії Monsù Bernardo) була чимось новим і свіжим для римських прихильників мистецтв. Його картини побутового жанру мали успіх і художник залишився в Римі назавжди. 
Серед приятелів римського періоду митця — Філіппо Бальдінуччі, що став історіографом і залишив корисні для істориків факти з життя та творчості художника, перевидані у Мілані в 1812 році і наново прочитані в XX столітті.
Художник помер в Римі у 1687 році.

## Вибрані твори
- «Портрет родини », Музей Бойманс ван Бенінген, Роттердам
- « Мадонна з немовлям та Св. Іллєю», церква кармелітів, Венеція
- « Старенька за шитвом », Історико-художній музей (Серпухов)
- « Хлопець, що торгує виноградом», Бостонський музей образотворчих мистецтв
- « Реміснича школа для дівчат», Національна галерея (Прага)
- «Сніданок селян», приватна збірка
- «Сільський концерт», приватна збірка
- «Літня жінка з книгою», приватна збірка
- «Хлопець, що торгує хмизом », Бостонський музей образотворчих мистецтв
- « Стара зі свічкою», Музей образотворчих мистецтв імені Пушкіна, Москва
- «Мереживниця», Музей мистецтва Метрополітен, Нью-Йорк
- « Повернення мисливця», Музей красних мистецтв, Лос-Анжелес
- « Повернення з полювання», приватна збірка
- « Сцена в інтер'єрі», приватна збірка